# Ford Galaxy
Ford Galaxy je velké MPV představené poprvé v roce 1995.

## Galaxy Mk I (Typ WGR, 1995–2000)

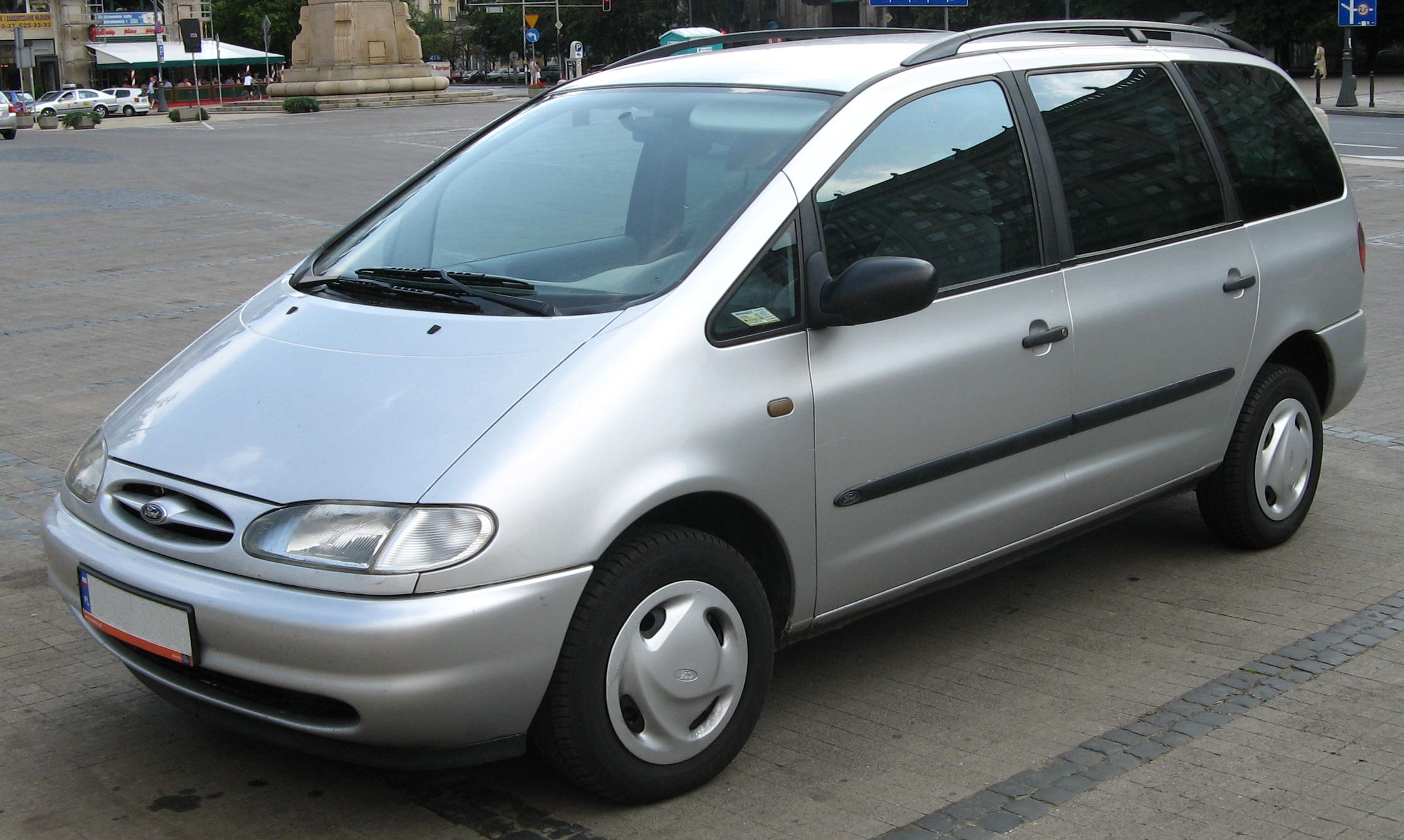
1. generace

První Galaxy bylo zkonstruováno a vyrobeno uskupením AutoEuropa, společným podnikem (anglicky joint venture) společností Ford a Volkswagen Group. Společnost Volkswagen jej prodávala také jako Volkswagen Sharan a společnost SEAT jako Alhambra. Všechny tři modely vyráběla skupina AutoEuropa pod společným výrobním plánem ve městě Palmela v Portugalsku. Výroba byla zahájena v květnu 1995.
Galaxy využíval především pohonné jednotky Volkswagenu, zejména 2,8 litrový benzínový motor VR6 z nejsilnějších verzí modelů Golf a 1,9 litrový turbodieselový motor. Původně užívala pouze 2,0 litrová benzínová verze Straight-4 tepelnou elektrárnu z Fordu – pochází z rodiny Ford DOHC. V pozdějších letech byla tato součástka nahrazena 2,3 litrovou 16 ventilovou verzí, která byla poprvé k vidění v upraveném Fordu Scorpio. Tento motor byl pro Ford Galaxy jedinečný v tom, že byl příčně usazen, namísto usazení podélného, známého z modelů Scorpio a Escort RS2000, které používaly stejný spodní konec; podobný byl případ 1,8 litrového 20 ventilového turbo benzínového motoru nabízeného v Sharanu a Alhambře.
Všechny motory dodané Volkswagenem jsou podporovány houpavými kryty od Fordu, ačkoliv mají design Volkswagen. Diesel, 2,8 V6 a všechny automatické převodovky byly založeny na Volkswagenu, ale manuální převodovky na motorech 2,0i a 2,3i DOHC byly modifikovanými verzemi důvěryhodného VXT75 pětirychlostního nastavení.
Původní interiér používal mix jak součástek z Fordu, tak z Volkswagenu, užíval balík nástrojů z Golfu a většinu rozvaděčů, zatímco zakřivená lišta na pásy byla designem Fordu a hodně připomínala tu, která se používala ve Fordu Mondeo.

## Galaxy Mk II (2000–2006)

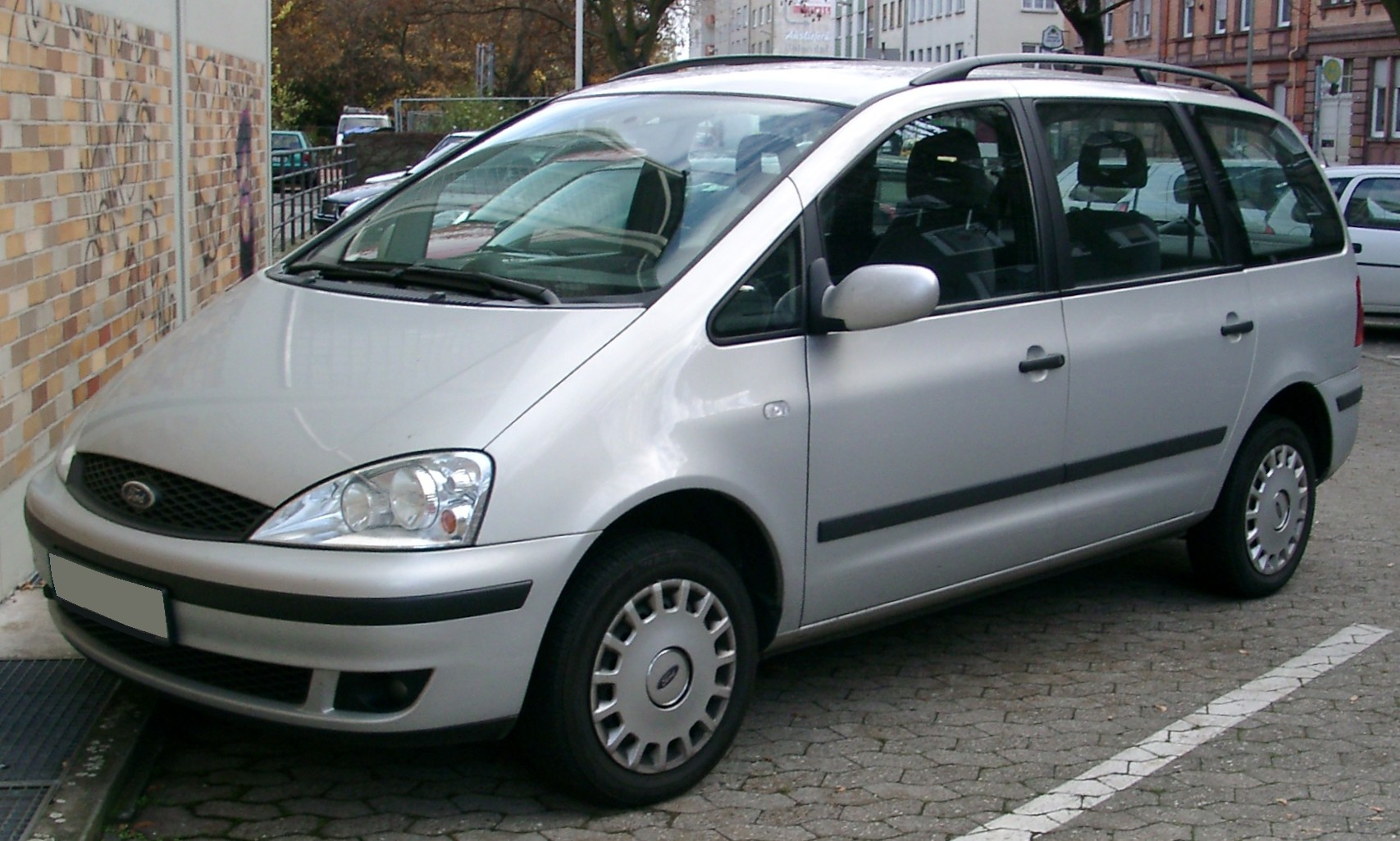
Ford Galaxy 2. generace
z roku 2000

Hlavní přeměna v roce 2000 vedla Galaxy k vzdálení od svých konkurentů z VW Group. Automobil přijal přední konec od Fordu, zatímco interiér profitoval z kompletně nového výrazu, využívající vysoce kvalitní materiály a design podle Fordu Mondeo třetí generace, který byl představen ve stejném období jako nový Galaxy. Nová škála výrobků poskytovala rovněž nové motory, novější 24v VR6 spolu s Pumpe-Düse (pd) TDI motory od Volkswagenu, které byly k dispozici v 115, 130 a 150 bph (112 kW) formách. Tyto motory se hodily k šestirychlostní manuální převodovce, čtyřrychlostní automatické převodovce s manuální postupnou řadivou operací a k pětirychlostní automatické převodovce (převodovky byly dostupné pouze ve variantě 115 PS (113 hp/85 kW) kvůli omezením na točivém momentu).
Tato verze je stále dostupná v Latinské Americe, s benzínovými motory o objemech 2,0, 2,3 a 2,8 litrů. Motor z Volkswagenu 1,9 TDi není nadále nabízen.

## Galaxy Mk III (Typ WA6, 2006–2015)

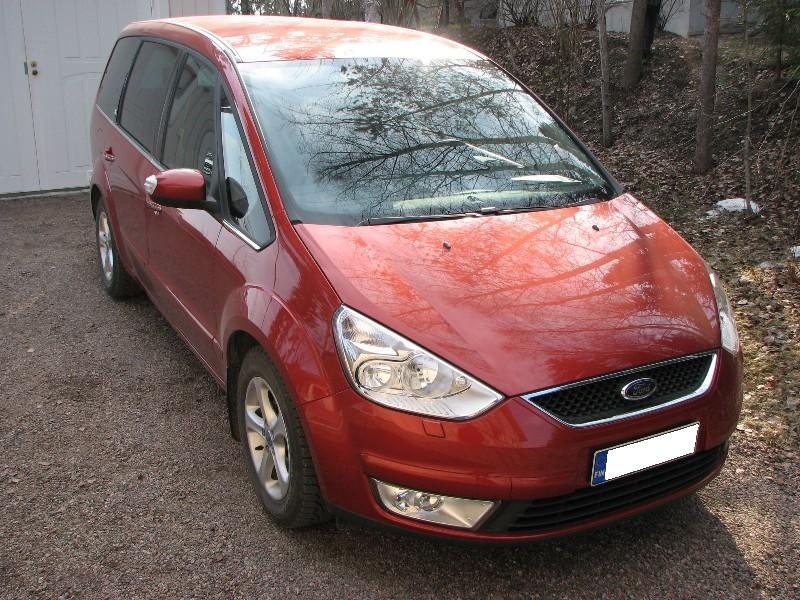
3. generace, od roku 2006

Galaxy třetí generace byl představen roku 2006 na Ženevském autosalonu a v červnu 2006 se začal prodávat spolu s kratším a nižším Fordem S-MAX.
Nový Ford Galaxy je větší než jeho předchůdci a je čtyřsloupkovým automobilem kompletně vyvinutým automobilkou Ford, nevyužívá již žádných součástek Volkswagenu a také není vyráběn v Portugalsku. Galaxy je v Evropě kompletován v nové továrně v Genku v Belgii spolu s Mondeem. Ačkoliv má Ford v nabíce i S-Max, který ho částečně nahrazuje (jedná se o sportovně orientované MPV), neklesly v Evropě prodeje Galaxy oproti dřívějším verzím.
Kvůli jeho rozměrům nebyl Ford schopen vyrobit Galaxy s plným formátem Kinetic Design. Nicméně Ford oficiálně oznámil, že vůz obsahuje prvky z Kinetic Design, např. lichoběžníkové mřížky, velké oblouky kol a rohová přední světla. Při koupi auta není získávána žádná rezervní pneumatika, je dávána pouze pěna k zalepení děr do té doby, než může být koupeno nové kolo.
Jsou užity motory z Fordu, všechny diesely jsou z rodiny motorů Duratorq ve formátu 100 PS (99 hp/74 kW) & 125 PS (123 hp/92 kW) 1,8 litrů a rovněž 130 PS (128 hp/96 kW) & 140 PS (138 hp/103 kW) 2,0 TDCi verze. Jsou nabízeny dva benzínové motory – varianta Duratec 2,0 145 PS (143 hp/107 kW) a motor 2,3 litrový benzínový 161 bhp (120 kW).
Ve Spojeném království je vůz nabízen ve výbavách Edge, Zetec a Ghia trim. V únoru 2008 oznámil Ford, že Galaxy bude k dispozici i ve vyšších výbavách Titanium, stejně jako u Focusu, C-Maxu, Mondea a S-Maxu. Modely s výbavou Titanium mají vyšší výbavu než Trend, podobně jako vyšší výbava Ghia. Ve stejném čase byla oznámena i motorová verze 2,2 TDCi Duratorq.
Hlavním prodejním bodem Galaxy a S-Maxe je „FoldFlatSystem“. Tento design umožňuje druhou a třetí řadu sedadel k zabudování do podlahy, ačkoliv tento krok vpřed v sezení snižuje množství nákladu, které je vozidlo schopno uvézt.

## Galaxy Mk IV (2015–dosud)

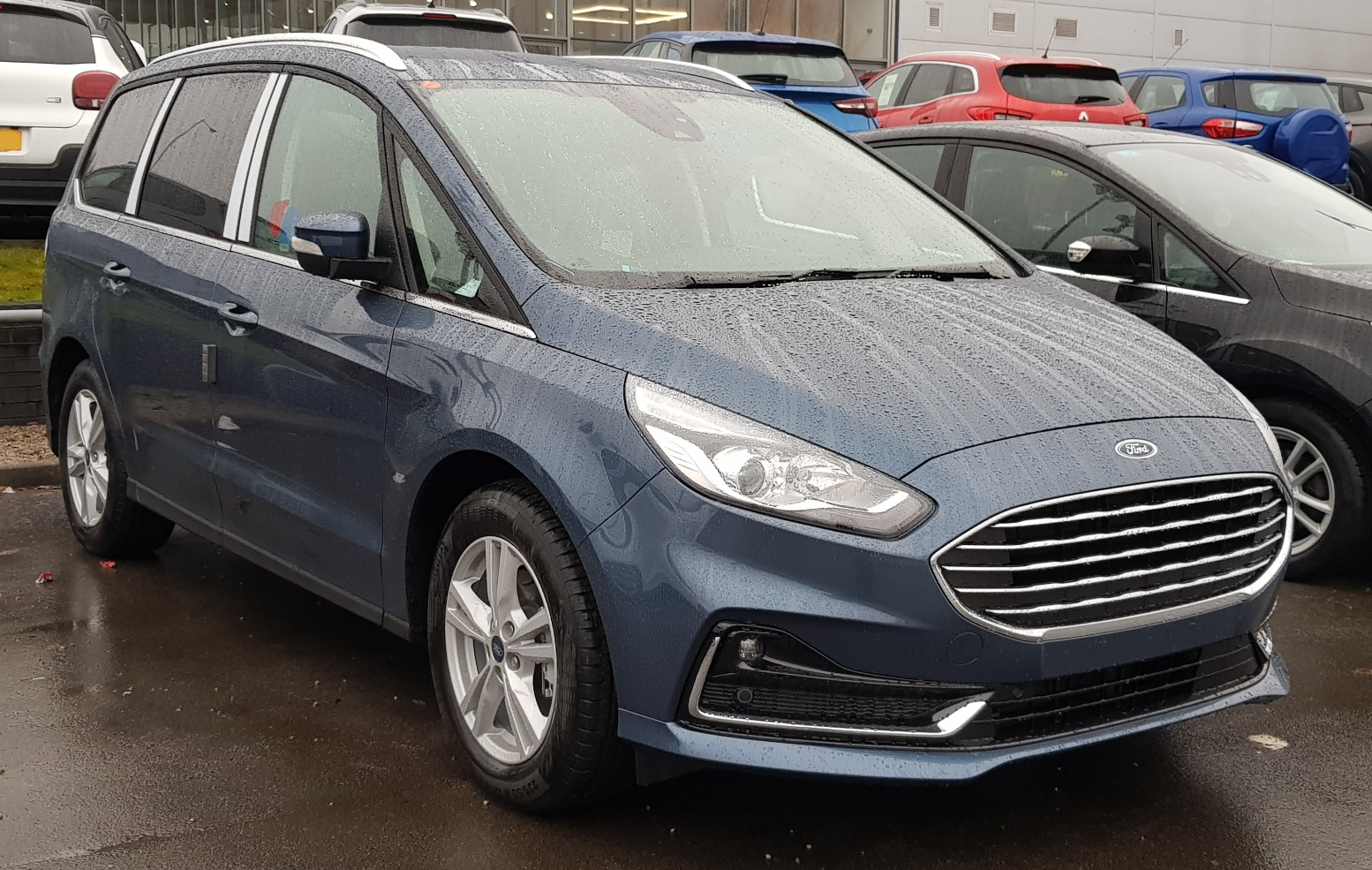
Ford Galaxy 4. generace, od roku 2015

Řadu mechanických skupin má společných s příbuzným typem Ford S-Max včetně sortimentu motorů. Stupně výbavy jsou Zetec (v ČR Trend), Titanium a Titanium X. Poslední řadu tvoří dvě plnohodnotná sedadla, zavazadlový prostor je cca 300l, po jejich sklopení 1300 l. Nejbližšími konkurenty jsou VW Sharan a Seat Alhambra.